# Matthis Abline
Matthis Abline (Angers, 28 maart 2003) is een Frans voetballer die bij voorkeur als aanvaller speelt. Hij tekende in 2021 voor Stade Rennais.

## Clubcarrière
In augustus 2020 tekende Abline zijn eerste profcontract bij Stade Rennais. Op 25 april 2021 debuteerde hij in de Ligue 1 tegen Dijon FCO. Op 26 augustus 2021 maakte hij zijn eerste profdoelpunt in de voorronde van de UEFA Conference League tegen Rosenborg BK.